# Otome no March
Singles de Kanon Wakeshima
Toumei no Kagi Lolitawork Libretto ～storytelling by solita～
Pistes de Lolitawork Libretto
Celmisia Shakespeare no Wasuremono ~Epilogue~
音女のマーチ (Otome no March) est la onzième piste du second album de Kanon Wakeshima intitulé Lolitawork Libretto. Ce single promotionnel est sorti au début de l'année 2010. On retrouve la voix de Midori qui accompagne Kanon sur cette chanson. La musique a été utilisée lors d'un défilé pour la ligne de vêtements Baby, the Stars Shine Bright, Midori étant elle-même mannequin pour la marque. Kanon est devenue peu de temps après mannequin pour Baby, the Stars Shine Bright, plus précisément pour Alice and The Pirates, une de leurs collections.